# Чики, Гергей
Гергей (Грегор) Чики (венг. Csiky Gergely; 8 декабря 1842, Пынкота , Австрийская империя (ныне жудец Арад, Румыния) — 19 ноября 1891, Будапешт, Австро-Венгрия) — венгерский драматург армянского происхождения, переводчик. Член-корреспондент Венгерской академии наук (1879).

## Биография
Изучал богословие в Пеште и Вене. С 1870 по 1878 год преподавал в католической духовной семинарии в Темешваре. Позже стал адептом протестантизма.

## Творчество
Один из первых представителей критического реализма венгерской драматургии.
Литературной деятельностью начал заниматься в 1872 году, будучи профессором теологии. В 1880 году написал первую комедию «Дармоеды» (1880, Национальный театр (Будапешт)). В течение последующих лет создал цикл социально острых сатирических комедий, высмеивавших пороки буржуазно-дворянской Венгрии. В фарсе «Мукани» (1880) обличал карьеризм и коррупцию, в комедии «Пёстрая нищета» (1881) показывал характеры чиновников. В пьесе «Пузыри» (1887) Г. Чики рассказывал о сословии «джентри» — разорившихся венгерских дворян, приспособившихся к новым буржуазным условиям жизни. В трагедии «Железный человек» (1886) пытался создать гражданскую драму о жизни современного ему буржуазного общества по образцу античной трагедии.
В исторической пьесе «Рождённый для великого» (1890), на материале истории движения итальянских карбонариев, Г. Чики разоблачал политику католической церкви.
Последняя комедия Г. Чики — «Бабушка» (1891) — пародия на венгерскую сентиментально-развлекательную драматургию конца XIX века. Благодаря сценичности была одной из самых репертуарных пьес Чики.
Переводил на венгерский язык произведения классиков Еврипида, Софокла, Плавта, Расина и др.
За свою пьесу «Az ellenállhatatlan» был награждён премией Венгерской академии наук. Академия высоко оценила его непосредственность, свежесть, реалистичность и собственный стиль и приняла в члены.
В большинстве своих пьес Г. Чики разрешал острые социальные проблемы благополучной развязкой.

## Память
- Имя драматурга носят театр в Капошваре и Венгерский театр в Тимишоаре.

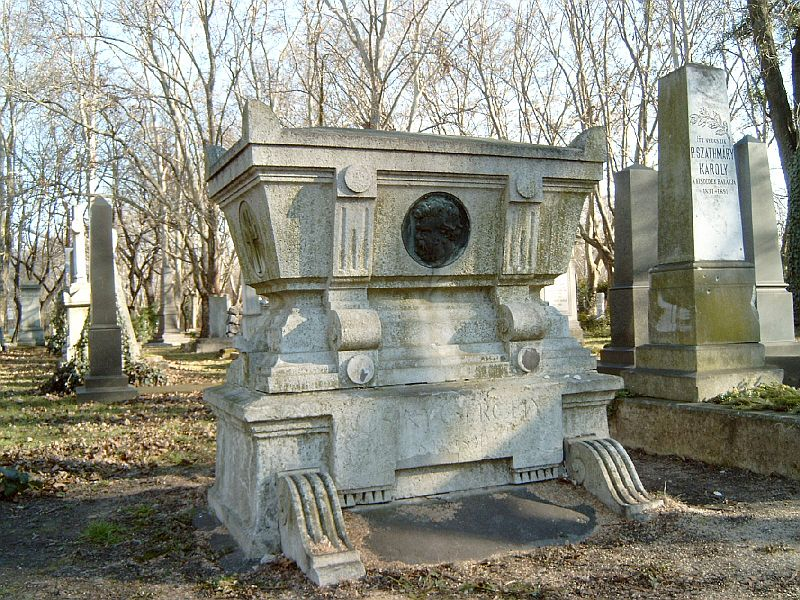
Надгробие на могиле Г. Чики на кладбище Керепеши

Похоронен на кладбище Керепеши в Будапеште.